# 6-Stunden-Rennen von Shanghai 2012

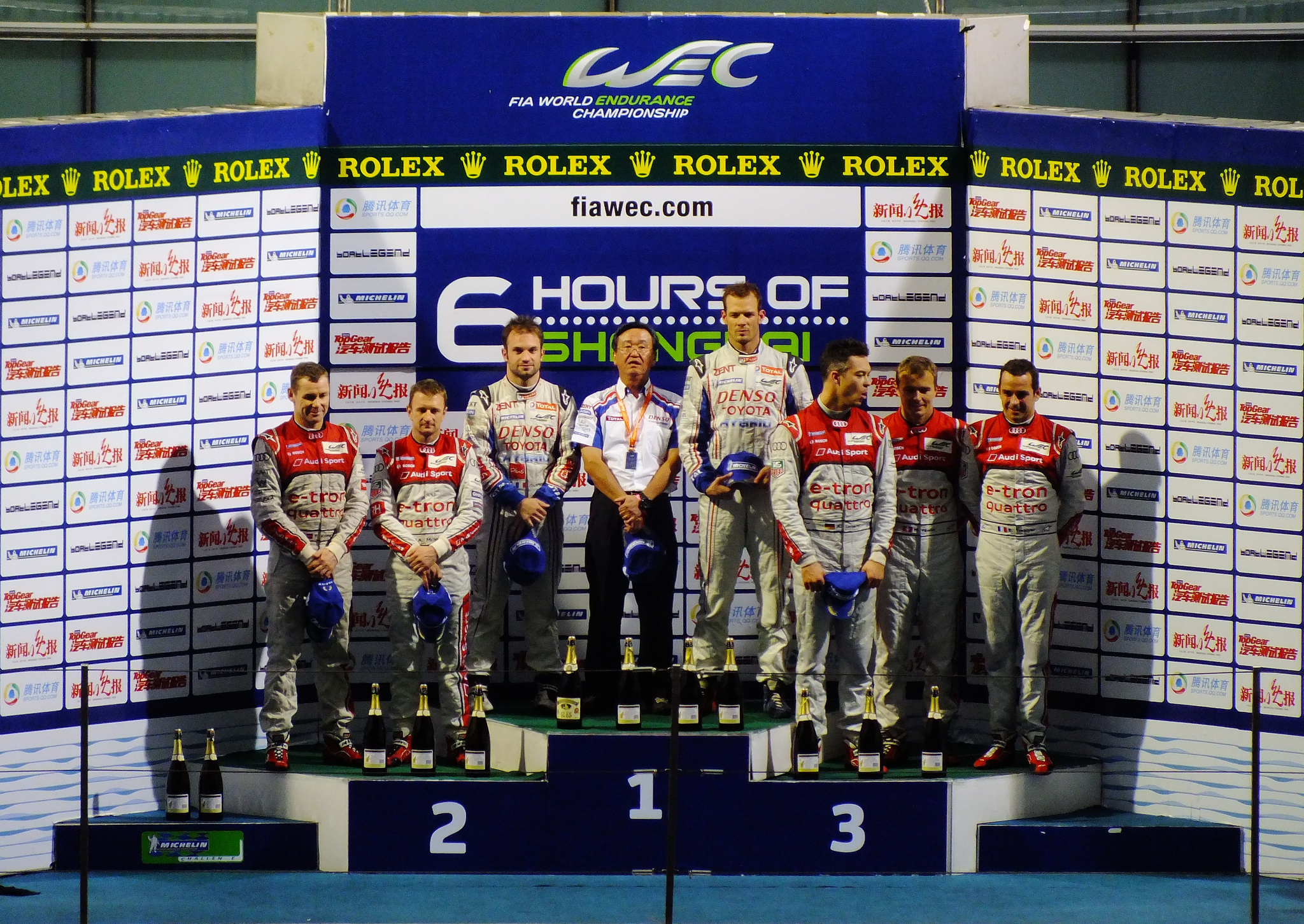
Siegerpodest des 6-Stunden-Rennens von Shanghai 2012

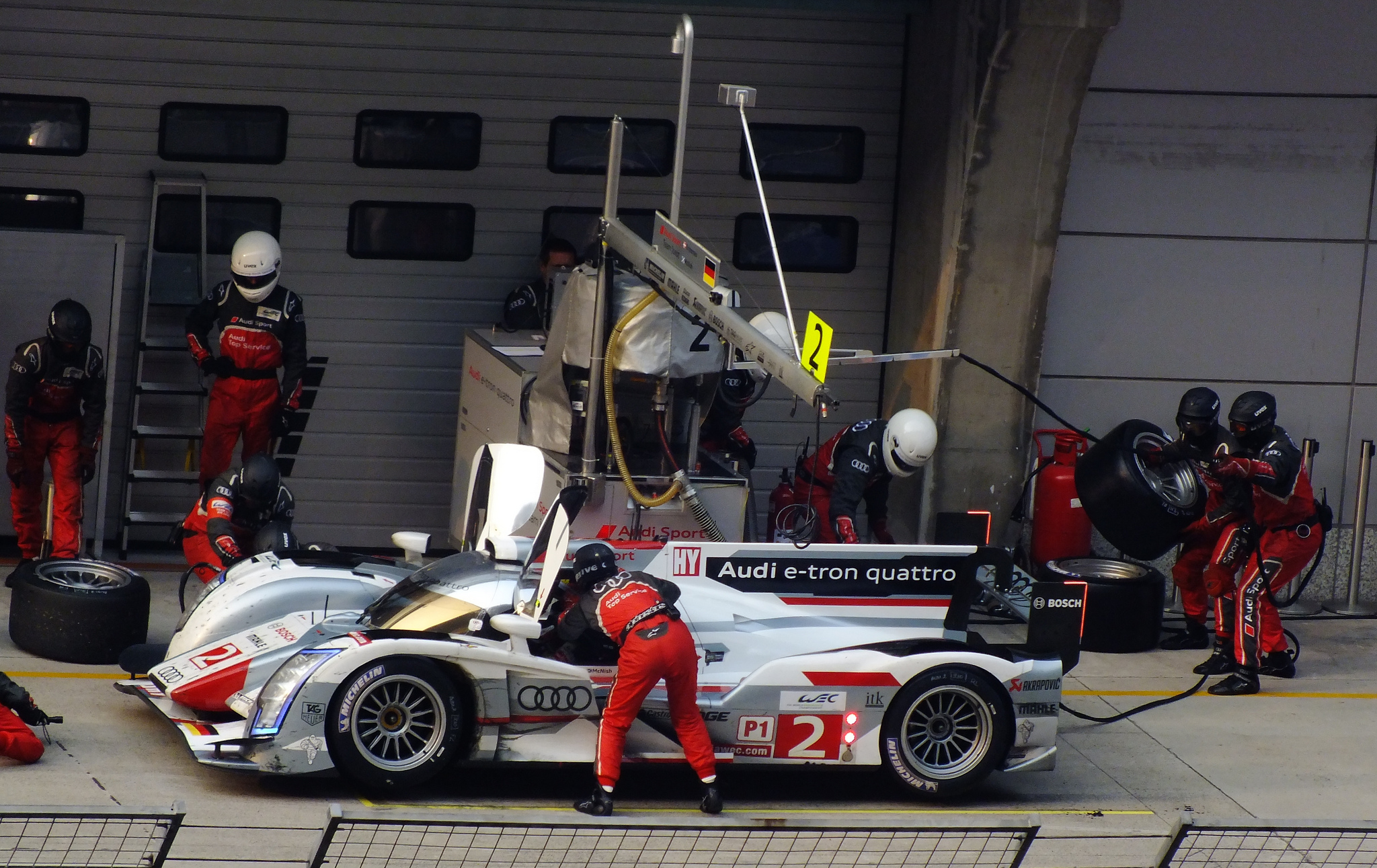
Boxenstopp des zweitplatzierten Audi R18 e-tron quattro von Tom Kristensen und Allan McNish

Das 6-Stunden-Rennen von Shanghai 2012, auch 6 Hours of Shanghai 2012, fand am 28. Oktober auf dem Shanghai International Circuit statt und war der achte und letzte Wertungslauf der FIA-Langstrecken-Weltmeisterschaft dieses Jahres.

## Das Rennen
Das Rennen endete mit dem Gesamtsieg von Alexander Wurz und Nicolas Lapierre im Toyota TS030 Hybrid. Die LMP2-Klasse gewannen Tor Graves, John Martin und Mathias Beche auf einem Oreca 03. Die GTE-Klassen endeten mit dem Erfolg von Stefan Mücke und Darren Turner im Aston Martin Vantage GTE in der Pro und Julien Canal, Patrick Bornhauser und Pedro Lamy im Chevrolet Corvette C6 ZR1 in der Amateurklasse.

## Ergebnisse

### Schlussklassement
| 1           | LMP1    | 7  | Toyota Racing           | Alexander Wurz Nicolas Lapierre                      | Toyota TS030 Hybrid       | 191 |
| 2           | LMP1    | 2  | Audi Sport Team Joest   | Tom Kristensen Allan McNish                          | Audi R18 e-tron quattro   | 191 |
| 3           | LMP1    | 1  | Audi Sport Team Joest   | André Lotterer Benoît Tréluyer Marcel Fässler        | Audi R18 e-tron quattro   | 191 |
| 4           | LMP1    | 13 | Rebellion Racing        | Andrea Belicchi Harold Primat Cheng Congfu           | Lola B12/60               | 185 |
| 5           | LMP1    | 22 | JRM                     | David Brabham Karun Chandhok Peter Dumbreck          | HPD ARX-03a               | 185 |
| 6           | LMP1    | 21 | Strakka Racing          | Nick Leventis Danny Watts Jonny Kane                 | HPD ARX-03a               | 182 |
| 7           | LMP2    | 25 | ADR-Delta               | John Martin Tor Graves Mathias Beche                 | Oreca 03                  | 180 |
| 8           | LMP2    | 44 | Starworks Motorsport    | Vicente Potolicchio Ryan Dalziel Stéphane Sarrazin   | HPD ARX-03b               | 180 |
| 9           | LMP2    | 24 | OAK Racing              | Matthieu Lahaye Olivier Pla Jacques Nicolet          | Morgan LMP2               | 179 |
| 10          | LMP2    | 49 | Pecom Racing            | Luís Pérez Companc Pierre Kaffer Nicolas Minassian   | Oreca 03                  | 179 |
| 11          | LMP2    | 23 | Signatech Nissan        | Jordan Tresson Franck Mailleux Olivier Lombard       | Oreca 03                  | 178 |
| 12          | LMP2    | 31 | Lotus                   | Thomas Holzer Mirco Schultis                         | Lola B12/80               | 177 |
| 13          | LMP2    | 26 | Signatech Nissan        | Pierre Ragues Nelson Panciatici Roman Rusinov        | Oreca 03                  | 177 |
| 14          | LMP1    | 15 | OAK Racing              | Bertrand Baguette Dominik Kraihamer Takuma Satō      | OAK Pescarolo 01          | 174 |
| 15          | LMP2    | 41 | Greaves Motorsport      | Christian Zugel Ricardo González Elton Julian        | Zytek Z11SN               | 171 |
| 16          | GTE Pro | 97 | Aston Martin Racing     | Stefan Mücke Darren Turner                           | Aston Martin Vantage GTE  | 169 |
| 17          | GTE Pro | 77 | Team Felbermayr-Proton  | Richard Lietz Marc Lieb                              | Porsche 997 GT3 RSR       | 169 |
| 18          | GTE Pro | 71 | AF Corse                | Andrea Bertolini Olivier Beretta                     | Ferrari 458 Italia        | 168 |
| 19          | GTE Am  | 50 | Larbre Compétition      | Julien Canal Patrick Bornhauser Pedro Lamy           | Chevrolet Corvette C6 ZR1 | 166 |
| 20          | GTE Am  | 88 | Team Felbermayr-Proton  | Christian Ried Gianluca Roda Paolo Ruberti           | Porsche 997 GT3 RSR       | 165 |
| 21          | GTE Am  | 57 | Krohn Racing            | Tracy Krohn Niclas Jönsson Michele Rugolo            | Ferrari 458 Italia        | 164 |
| 22          | GTE Am  | 61 | AF Corse-Waltrip        | Robert Kauffman Marco Cioci Rui Águas                | Ferrari 458 Italia        | 164 |
| 23          | GTE Am  | 70 | Larbre Compétition      | Christophe Bourret Jean-Philippe Belloc Pascal Gibon | Chevrolet Corvette C6 ZR1 | 163 |
| 24          | GTE Am  | 55 | JWA-Avila               | Matthew Bell Joël Camathias Paul Daniels             | Porsche 997 GT3 RSR       | 152 |
| Ausgefallen |         |    |                         |                                                      |                           |     |
| 25          | LMP1    | 12 | Rebellion Racing        | Nicolas Prost Neel Jani                              | Lola B12/60               | 180 |
| 26          | GTE Pro | 51 | AF Corse                | Giancarlo Fisichella Gianmaria Bruni                 | Ferrari 458 Italia        | 144 |
| 27          | LMP2    | 29 | Gulf Racing Middle East | Jean-Denis Delétraz Keiko Ihara Fabien Giroix        | Lola B12/80               | 93  |
| 28          | LMP2    | 32 | Lotus                   | Jan Charouz Kevin Weeda James Rossiter               | Lola B12/80               | 78  |

### Nur in der Meldeliste
Zu diesem Rennen sind keine weiteren Meldungen bekannt.

### Klassensieger
| Klasse  | Fahrer             | Fahrer           | Fahrer        | Fahrzeug                  | Platzierung im Gesamtklassement |
| ------- | ------------------ | ---------------- | ------------- | ------------------------- | ------------------------------- |
| LMP1    | Alexander Wurz     | Nicolas Lapierre |               | Toyota TS030 Hybrid       | Gesamtsieg                      |
| LMP2    | John Martin        | Tor Graves       | Mathias Beche | Oreca 03                  | Rang 7                          |
| GTE Pro | Stefan Mücke       | Darren Turner    |               | Aston Martin Vantage GTE  | Rang 16                         |
| GTE Am  | Patrick Bornhauser | Julien Canal     | Pedro Lamy    | Chevrolet Corvette C6-ZR1 | Rang 19                         |

### Renndaten
- Gemeldet: 28
- Gestartet: 28
- Gewertet: 24
- Rennklassen: 4
- Zuschauer: 20.000
- Wetter am Renntag: warm und trocken
- Streckenlänge: 5,451 km
- Fahrzeit des Siegerteams: 6:01:29,292 Stunden
- Gesamtrunden des Siegerteams: 191
- Gesamtdistanz des Siegerteams: 1041,140 km
- Siegerschnitt: 172,800 km/h
- Pole Position: Alexander Wurz – Toyota TS030 Hybrid (#7) – 1:48,273 = 181,200 km/h
- Schnellste Rennrunde: Alexander Wurz – Toyota TS030 Hybrid (#7) – 1:48,815 = 180,300 km/h
- Rennserie: 7. Lauf zum FIA-Langstrecken-Weltmeisterschaft 2012